# Jimmy Nervo
Jimmy Nervo (eigentlich James Henry Halloway, * 2. Januar 1898 in London; † 5. Dezember 1975 ebenda) war ein britischer Schauspieler und Komiker.

## Leben
Nervo war Kind einer Zirkusfamilie und trat auch bereits seit Kindertagen in der Manege auf; ohne Schulausbildung und zeit seines Lebens Analphabet war er mit seinen Brüdern am Hochseil aktiv. Mit sechzehn Jahren trat er dann im Varieté auf. Mit Teddy Knox war er seit Mitte der 1920er Jahre als Duo, ebenfalls mit Knox und  einigen anderen ab den frühen 1930er Jahren als akrobatisches Tanzteam unter dem Gruppennamen „The Crazy Gang“ zu sehen. Bald wurde die Gruppe auch für den Film entdeckt, und einige Farcen entstanden. Nervos Bühnenfigur war dabei die des „Cecil“, er war aber auch auf groteske Darstellungen von Frauen spezialisiert.
Auf den Bühnen entstanden zahlreiche Live-Shows  bis in die 1960er Jahre hinein mit der Crazy Gang, in der Nervo mit Knox eines von drei zusammenarbeitenden Duos bildete. Erst 1967 nahm er mit seinen Kollegen Abschied.

## Filmografie (Auswahl)
- 1939: The Frozen Limits